# Javier Llorente
Javier Llorente García (León, España, 25 de noviembre de 1983) es un entrenador español de baloncesto. Actualmente dirige al Club Baloncesto Peixefresco Marín de la Liga LEB Oro.

## Trayectoria como entrenador
En la temporada 2007-2008 se retiraría como jugador en las filas del Club Baloncesto Peixefresco Marín y durante tres temporadas formaría parte del personal técnico del club gallego, primero como preparador físico y más tarde como delegado de equipo y ayudante.
Durante la temporada 2012-13, se convierte en entrenador del Club Baloncesto Peixefresco Marín en Liga EBA y consigue el ascenso a Liga LEB Plata. Durante las temporadas 2013-14, 2014-15 y 2015-16 hace buenas temporadas en LEB Plata, consiguiendo en 2016 el ascenso a Liga LEB Oro.
La temporada 2016-17 entrena al Club Baloncesto Peixefresco Marín en Liga LEB Oro pero no lograría mantener la categoría.
La temporada 2017-18 la disputaría en Liga EBA consiguiendo el ascenso a Liga LEB Plata al término de la temporada y renovaría con el club gallego por 3 temporadas.
En la temporada 2018-19 logra el ascenso a Liga LEB Oro, encadenando en dos temporadas dos ascensos consecutivos.
Para la temporada 2019-20 es confirmado como entrenador del Club Baloncesto Peixefresco Marín de la Liga LEB Oro, competición a la que volvería dos años después.

## Clubes como jugador
- 2002-04 Club Baloncesto León. Liga EBA.
- 2004-05 Club Baloncesto Imprenta Bahía. Liga EBA.
- 2005-06 Basquet Base Club. Liga EBA.
- 2006-07 Oviedo Club Baloncesto. Liga EBA.
- 2007-08 Club Baloncesto Peixefresco Marín. Liga EBA.

## Clubes como entrenador
- 2012-Actualidad. Club Baloncesto Peixefresco Marín

## Palmarés
- 2 Ascensos con Club Baloncesto Peixefresco Marín a Liga LEB Oro (2015/16) y (2018/19)
- 2 Ascensos con Club Baloncesto Peixefresco Marín a Liga LEB Plata (2012/13) y (2017/18)